# چشمه‌کش
چشمه‌کش یا ساری قمیش یکی از روستاهای استان آذربایجان شرقی است که در دهستان کندوان بخش کندوان شهرستان میانه واقع شده‌است.